# Yankuba Minteh
Yankuba Minteh (n. 22 iulie 2004, Bakau, Greater Banjul Area⁠(d), Gambia) este un fotbalist gambian, care joacă pe postul de extremă. El joacă pentru Brighton & Hove Albion în Premier League engleză și pentru echipa națională de fotbal a Gambiei.
Minteh s-a alăturat clubului danez Odense BK în 2022. El și-a făcut debutul profesional pentru club în septembrie 2022. În iunie 2023, Minteh s-a alăturat echipei Newcastle United din Premier League engleză, unde a fost împrumutat la Feyenoord Rotterdam pentru sezonul 2023-2024. În vara anului 2024, el s-a mutat la Brighton.

## Carieră

### Primii ani
Minteh și-a început cariera cu echipa natală Steve Biko FC. În august 2022, s-a mutat la Odense BK din Danemarca cu un contract pe doi ani. El a fost testat de două ori de club înainte de a semna.
Minteh avea 18 ani când a jucat primul său meci profesionist în sezonul 2022-2023. Odense a câștigat meciul cu FC Copenhaga cu 2-1 pe 10 septembrie 2022. De asemenea, el a jucat în alte 16 meciuri de campionat în timpul sezonului, marcând de patru ori. Minteh s-a transferat la clubul englez Newcastle United la sfârșitul sezonului, dar nu a jucat niciun minut pentru noul său club.

### Împrumutat la Feyenoord Rotterdam
În iunie 2023, Minteh s-a mutat la Feyenoord Rotterdam în Olanda, sub formă de împrumut pe un an pentru sezonul 2023-2024. A debutat în august 2023 sub comanda antrenorului Arne Slot în Supercupa Olandei împotriva lui PSV Eindhoven, și a debutat în Eredivisie în aceeași lună împotriva lui Fortuna Sittard. A marcat primul său gol pentru Feyenoord în septembrie 2023 într-un meci de campionat împotriva lui Utrecht, dar în octombrie s-a accidentat și a fost pe tușă timp de aproximativ o lună. Minteh a marcat de două ori în victoria cu 6-0 a lui Feyenoord asupra lui Ajax pe 7 aprilie 2024. A fost cea mai mare înfrângere din istoria Eredivisie a lui Ajax.
Minteh a jucat 27 de meciuri în sezonul Eredivisie 2023-2024, marcând zece goluri. De asemenea, el a jucat pentru prima dată în Eurocupă, jucând în patru meciuri în Liga Campionilor și marcând împotriva lui Celtic. În Europa League, el a jucat în două meciuri.

### Transfer la Brighton & Hove Albion
Minteh s-a alăturat echipei Brighton & Hove Albion în vara anului 2024 pentru o taxă de transfer de 35 de milioane de euro și un contract până în 2029. El a debutat în Premier League pe 17 august împotriva lui Everton, într-o victorie cu 3-0 pentru Brighton. Minteh a marcat un gol de 1-0 pentru Kaoru Mitoma în acest meci.

## Echipa națională
Minteh a jucat primul său meci pentru echipa națională a Gambiei în septembrie 2023 într-un meci de calificare pentru Cupa Africii pe Națiuni împotriva Congo. El a marcat în minutul 79 al meciului.
Minteh a jucat, de asemenea, pentru Gambia la Cupa Africii pe Națiuni 2023, unde a jucat trei meciuri. Gambia a pierdut toate meciurile din faza grupelor la turneu în fața Senegalului, Guineei și Camerunului.
Din august 2024, Minteh a jucat șase meciuri pentru echipa națională a Gambiei și a marcat trei goluri.

## Stilul de joc
Minteh este un jucător agil, conștient de tactică și fizic. Este, de asemenea, bun în situațiile de câștigare a mingii aeriene.

## Viața personală
Vărul lui Minteh, Modou Minteh, joacă fotbal în Elveția pentru FC Basel.

## Palmares
Actualizat la 11 noiembrie 2024.

### Feyenoord Rotterdam
- Cupa KNVB: 2023-2024